# Futsal-Bayernliga
Die Futsal-Bayernliga ist die höchste bayerische und derzeit dritthöchste deutsche Spielklasse im Futsal. Sie wurde in der Saison 2014/15 gegründet und ging in der ersten Saison mit fünf Mannschaften an den Start. Ausrichter der Futsal-Bayernliga ist der Bayerische Fußball-Verband. Der Meister nimmt an der Aufstiegsrelegation zur Futsal-Regionalliga Süd teil.
Gründungsmitglieder der Futsal-Bayernliga in der Saison 2014/15 waren BaKi Futsal Nürnberg, TV Wackersdorf, SpVgg Bayreuth, Futsal Club Regensburg und TSV Neuried.

## Spielmodus
Die Futsal-Bayernliga spielt mit bis zu zehn Mannschaften in einer Gruppe. Bei mehr als zehn Mannschaften kann in zwei Spielgruppen gespielt werden. Die Spiele werden im Zeitraum September bis März ausgetragen. Es wird in der Regel eine Hin- und eine Rückrunde gespielt. Sollte der Spielbetrieb in zwei Gruppen durchgeführt werden, spielen die beiden Erst- und Zweitplatzierten jeder Gruppe ein „Final Four Turnier“. Der Meister der Bayernliga ist zur Teilnahme an der Relegation zur Regionalliga-Süd berechtigt.

## Meister und Vizemeister
| Jahr | Meister             | Vizemeister          |
| ---- | ------------------- | -------------------- |
| 2015 | TV Wackersdorf      | BaKi Futsal Nürnberg |
| 2016 | SSV Jahn Regensburg | USC Bayreuth         |
| 2017 | FC Deisenhofen      | FC Croatia München   |
| 2018 | FC Croatia München  | TSV Neuried          |
| 2019 | FC Penzberg Futsal  | BSK Futsal Allgäu    |
| 2020 | Beton Boys München  | BaKi Futsal Nürnberg |

(fettgeschriebene Mannschaften = Aufsteiger)

## Rekordspieler
Rekordtorschütze mit 56 Toren ist Marko Bukovac der für die Beton Boys München und FC Croatia München gespielt hat.